# Rekonkvista
Rekonkista ili rekonkvista (španj. reconquista = ponovno osvajanje) pokret je Španjolaca i Portugalaca s ciljem protjerivanja Maura (islamskih Arapa) s Pirinejskog poluotoka, odnosno s ciljem njegova ponovnog osvajanja, što je u stvari i značenje španjolske riječi "reconquista". Uzrok rekonkviste bio je prodor Maura u Europu koji su 714. godine zauzeli veći dio poluotoka, a njihov dalji prodor zaustavlja tek Karlo Martel kod Toursa 732. godine. Sama rekonkvista počinje 718. godine oslobođenjem Galicije i Leona, odnosno Pelayovom pobjedom kod Covadonge 722. godine, a okončava se 1492. godine kada je osvojen Granadski emirat, zadnje maursko uporište u Europi.
Rekonkvista – u vjerskom pogledu – predstavlja sukob između kršćanstva, odnosno katoličanstva s jedne i islama s druge strane, koji se okončao potpunim nestankom islama s prostora zapadne Europe.

## Uzrok rekonkviste
Borba oko prijestolja početkom 8. stoljeća među Vizigotima koji su vladali Pirinejskim poluotokom, omogućila je 711. godine Maurima koji su vladali sjevernom Afrikom ulaz u Europu. Već poslije godinu dana Mauri su počeli invaziju na poluotok, zauzevši do 714. godine njegov veći dio. Njihov prodor nije se tu zaustavio i oni su nastavili na sjever napavši Merovinšku Franačku državu. Stigli su do Toursa gdje ih je 732. godine do nogu potukao i zaustavio Karlo Martel u čuvenoj bitci.

## Tijek rekonkviste
Rekonkvista je počela ponovnim osvajanjem Leona i Galicije 718. godine, odnosno organiziranim otporom koji je pokrenuo don Pelayo koji dovodi do pobjede kod Covadonge četiri godine poslije. No međusobni sukobi uskoro su umanjili učinkovitost udruženih kršćanskih snaga sve do 13. stoljeća.
Tek u 13. stoljeću počinje uspješan otpor i potiskivanje Maura. Ferdinand III. Kastiljski 1236. godine primorava Granadski emirat na vazalske odnose, a Alfonso III. 1249. godine osvaja Algarvu čime se okončava portugalska rekonkvista. Konačno protjerivanje Maura izvele su 1492. godine trupe tzv. Katoličkih kraljeva (Los Reyes Católicos), Ferdinanda Aragonskog i Izabele Kastilijske, uništenjem Granadskog emirata.

## Protjerivanje Židova i Muslimana
31. prosinca 1492. godine Katolički kraljevi u Granadi potpisuju proglas o protjerivanju Židova (točnije, Sefarda) iz Kraljevine Kastilije. Ferdinand II. također potpisuje drugi dokument koji se odnosi na Židove u Kraljevini Aragon. Opravdanje za tu mjeru izneseno je u dokumentu glavnog inkvizitora i osobnog ispovjednika kraljice Izabele od Kastilije, fra Tomása de Torquemade nekoliko dana ranije. Argumenti su bili isključivo vjerske prirode: mjere se poduzimaju radi očuvanja jedinstva i širenja katoličke vjere, jer prema mnogobrojnim izvještajima raznih svećenika, Židovi navodno na sve načine pokušavaju kršćane privoliti na judaizam.
Poslije pada Granade 1492. godine, maurski kralj Boabdil je pregovarao o uvjetima predaje i jedan od uvjeta koji su prihvatili Katolički kraljevi bila je vjerska tolerancija prema muslimanima. Time im je zajamčeno da smiju slobodno ispovijedati islam, da neće plaćati veći porez od kršćana, da kršćani koji su prihvatili islam neće biti nasilno vraćani u kršćanstvo, i dr. Isprva Katolički kraljevi poduzimaju mirno propagiranje katoličanstva, zadaću koji povjeravaju nadbiskupu Granade. Međutim, poslije jedne posjete Granadi 1499., vidjevši koliko je grad još uvijek imao muslimanske karakteristike, odlučuju konverziju povjeriti kardinalu Sisnerosu koji će upotrijebiti energičnije mjere. Nasilno pokrštavanje dovodi do ustanka muslimana 1500. godine, koji Katolički kraljevi iskorištavaju kao izgovor za još drastičnije mjere pokrštavanja.
14. veljače 1502. godine na isti su način protjerani španjolski muslimani, tzv. moriski (moriscos). Trebali su se pokrstiti ili napustiti španjolsko tlo. To neće biti posljednje protjerivanje: Filip III. je započeo protjerivanje moriska 1609. godine koje će se završiti 1616. godine. U tom razdoblju, zemlju je napustilo oko 272.000 moriska.